# Estación de Palanquinos
Palanquinos es una estación ferroviaria situada en el municipio español de Villanueva de las Manzanas en la provincia de León, comunidad autónoma de Castilla y León. Dispone de servicios de Media Distancia operados por Renfe. 

## Situación ferroviaria
La estación se encuentra en el punto kilométrico 105,020 de la línea férrea de ancho ibérico que une Venta de Baños con Gijón a 776 metros de altitud, entre las estaciones de Santas Martas y León. El tramo es de vía doble y está electrificado. Históricamente la estación pertenecía a la línea Palencia-La Coruña.

## Historia
La estación fue abierta al tráfico el 8 de noviembre de 1863 con la puesta en marcha del tramo León-Palencia de la línea que pretendía unir Palencia con La Coruña. La Compañía de los Ferrocarriles del Noroeste de España constituía en 1862 fue la encargada de la construcción y explotación del trazado. En 1878, apremiada por el Estado para que concluyera sus proyectos en marcha Noroeste se declaró en quiebra tras un intento de fusión con MZOV que no prosperó. Fue entonces cuando la estación pasó a manos de la Compañía de los Ferrocarriles de Asturias, Galicia y León creada para continuar con las obras iniciadas por Noroeste y gestionar sus líneas. Sin embargo la situación financiera de esta última también se volvió rápidamente delicada siendo absorbida por Norte en 1885. En 1941, la nacionalización del ferrocarril en España supone la desaparición de esta última y su integración en la recién creada RENFE. 
Desde el 31 de diciembre de 2004 Renfe Operadora explota la línea mientras que Adif es la titular de las instalaciones ferroviarias.
En 2011 las obras de la línea de alta velocidad entre Valladolid y León supusieron el desplazamiento hacia el norte del trazado convencional entre Palencia y La Coruña para hacer sitio al trazado nuevo creándose dos andenes de 250 metros de longitud y 6 metros de ancho. La estación dispone también de un nuevo paso elevado.

## Servicios ferroviarios

### Media Distancia
Los servicios de Media Distancia de Renfe que tienen parada en la estación enlazan Palanquinos con las ciudades de León y Valladolid pasando por Palencia. Ocasionalmente algunos trenes alcanzan Medina del Campo.
| Línea MD | Servicio        | Origen/Destino          | Paradas intermedias | Destino/Origen          |
| -------- | --------------- | ----------------------- | --- | ----------------------- |
| 17       | Regional Exprés | Palencia                | Grijota · Becerril · Paredes de Nava · Cisneros · Villada · Grajal · Sahagún · El Burgo Ranero · Santas Martas · Palanquinos | León                    |
| 17       | Regional Exprés | Ponferrada              | San Miguel de las Dueñas · Bembibre · La Granja · Brañuelas · Porqueros · Vega-Magaz · Astorga · Nistal · Barrientos · Veguellina · Villavante · Quintana-Raneros · León · Palanquinos · El Burgo Ranero · Sahagún · Grajal · Villada · Paredes de Nava · Becerril · Grijota · Palencia · Venta de Baños · Dueñas · Cabezón de Pisuerga · Valladolid-Universidad                                                                                             | Valladolid-Campo Grande |
| 24       | Regional        | Valladolid-Campo Grande | Valladolid-Universidad · Cabezón de Pisuerga · Corcos-Aguilarejo · Cubillas de Santa Marta · Dueñas · Venta de Baños · Palencia · Grijota · Becerril · Paredes de Nava · Villada · Grajal · Sahagún · El Burgo Ranero · Palanquinos · León · La Robla · La Pola de Gordón · Santa Lucía · Villamanín · Busdongo · Linares-Congostinas · Puente de los Fierros · Campomanes · Pola de Lena · Ujo · Mieres-Puente · Llamaquique · Oviedo · Calzada de Asturias | Gijón                   |